# Stazione di Musashi-Fujisawa
La stazione di Musashi-Fujisawa (武蔵藤沢駅?, Musashi-Fujisawa-eki) è una stazione ferroviaria della città di Iruma, situata nella prefettura di Saitama, in Giappone. La stazione è servita dalla linea Seibu Ikebukuro delle Ferrovie Seibu.

## Linee
Ferrovie Seibu
● Linea Seibu Ikebukuro

## Struttura
La stazione (ricostruita nel 2008) possiede due marciapiedi laterali con due binari passanti in superficie. Le banchine sono collegate al fabbricato viaggiatori, posto sul mezzanino sovrastante, da scale mobili, fisse e ascensori. All'interno è presente un convenience store del brand TOMONY, un franchise realizzato da Seibu in collaborazione con Family Mart.
| 1 | ● Linea Seibu Ikebukuro | per Hannō e Seibu-Chichibu |
| 1 | ● Linea Seibu Ikebukuro | per Tokorozawa, Nerima, Ikebukuro e - Shin-Kiba via Linea Yūrakuchō - Shibuya via Linea Fukutoshin (prosecuzione per Yokohama via linea Tōkyū Tōyoko) |

## Stazioni adiacenti
| «                           | Servizio                                               | »                     |
| Linea Seibu Ikebukuro       | Linea Seibu Ikebukuro                                  | Linea Seibu Ikebukuro |
| --------------------------- | ------------------------------------------------------ | --------------------- |
| Sayamagaoka                 | Locale Semiespresso Rapido Espresso pendolari Espresso | Inariyama-kōen        |
| L'espresso rapido non ferma |                                                        |                       |